# Българска народна банка
Българската народна банка (БНБ) е централната банка на Република България. Българска народна банка е основана на 25 януари 1879 г.
Статутът ѝ е уреден със Закона за Българската народна банка, приет на 5 юни 1997 г., обнародван в „Държавен вестник“, бр. 46 от 10 юни 1997 г.
Основна цел на Българската народна банка е да поддържа ценовата стабилност чрез осигуряване стабилността на националната парична единица и провеждане на парична политика в съответствие с изискванията на закона. Българската народна банка действа в съответствие с принципа на отворената пазарна икономика при свободна конкуренция, като подкрепя ефективното разпределение на ресурсите. От момента на присъединяване на Република България към Европейския съюз и без да се засяга основната цел за поддържане на стабилността на цените, Българската народна банка подкрепя общите икономически политики в Европейската общност, за да допринесе за осъществяване на нейните цели, както са посочени в чл. 2 от Договора за създаване на Европейската общност. БНБ подкрепя политика на устойчив и неинфлационен растеж. Банката съдейства за създаването и функционирането на ефективни платежни системи и осъществява надзор върху тях. Тя има изключителното право да емитира банкноти и монети в страната. Българската народна банка регулира и осъществява надзор върху дейността на другите банки в страната с оглед поддържане стабилността на банковата система и защита интересите на вложителите. БНБ регулира и осъществява надзор върху дейността на операторите на платежни системи, на платежните институции и на дружествата за електронни пари в страната. Банката осъществява изследователска дейност, събира, обобщава и анализира статистически данни. Българската народна банка действа като фискален агент и депозитар на държавата.
БНБ е независим емисионен институт на България и се отчита за своята дейност пред Народното събрание.
От 1997 г. БНБ функционира в условията на паричен съвет – режим на парична политика, осигуряващ необходимата за икономиката ценова стабилност, широко известен като валутен борд.
От 1 януари 2007 г. БНБ е пълноправен член на Европейската система на централните банки.
Настоящ управител е Димитър Радев.

## История

### Княжество България
Българска народна банка е основана на 25 януари 1879 г. от Временното руско управление в България. Тя е изцяло държавна собственост и първоначално има за основна цел да кредитира правителството. През 1880 г. е приет Закон за правото на рязане на монети в Княжеството, с който се създава и българската парична единица – левът, и се утвърждава монополното право на банката в тази област, а през следващата година са отсечени първите български монети от 2, 5 и 10 стотинки.
През 1885 г. е приет първият закон, уреждащ статута на БНБ. Освен обичайните за централните банки дейности – като емитиране на пари и обслужване и кредитиране на правителството, тя има право да извършва депозитни и кредитни сделки с други лица, подобно на търговска банка. По-късно през същата година са пуснати в обращение първите банкноти.
След финансовата криза от 1899 – 1902 г. банката преминава от златен към сребърен стандарт.

### Царство България
Под натиска на правителството между 1912 и 1924 г. банката отпуска значителни кредити на централната и местната администрация, което намалява размера на кредитите за частни клиенти. На 18 юли 1924 г. Народната банка обявява намерението си да инсталира собствена печатница за печатане банкноти. През 1926 г. е приет нов Закон за БНБ, с който предоставянето на кредити на частни клиенти е напълно прекратено, но банката получава значителна автономия, както и възможности за административна намеса на банковия пазар. През 1937 г. законът е чувствително променен и БНБ е принудена да финансира подкрепяни от правителството проекти в нефинансовия сектор.
Сградата на БНБ в София е проектирана от архитектите Иван Васильов и Димитър Цолов – архитектурно бюро „Васильов – Цолов“ през 1939 г.

### Народна република България
През 1947 г. правителството на Отечествения фронт, оглавявано от БКП, национализира всички банки, като повечето от тях са присъединени към БНБ. Тя е преобразувана по съветски образец и е превърната в отчетен и контролен орган в рамките на плановото стопанство. Съществуващият закон за БНБ е отменен със Закон за банките, в който на БНБ са отредени 14 члена, но те описват само най-общото ѝ устройство. Окончателния си вид банката придобива с Постановление за преустройство на банковата система от март 1951 г. с което всички относително „свободни“ звена се вливат в БНБ, забраняват се индивидуалното и потребителското кредитиране, както и търговския кредит между предприятията. Утвърждават се основните инструменти за контрол върху паричната сфера – кредитният и касовият план – и се разписва подробно Устав за дейността на БНБ, но специален устройствен закон липсва до края на социализма. Този Устав претърпява няколко редакции, като БНБ ту е център на краткосрочното кредитиране, ту банка за краткосрочен и дългосрочен кредит, ту „орган за провеждане политиката на БКП“ или „на държавата“ в съответната сфера. Постоянна остава обаче пълната зависимост от изпълнителната власт, като в началото подчинеността е пряко към Министерството на финансите, а от 1956 г. към Министерския съвет. През 1966 г. БНБ придобива ранг на Комитет, а през 1976 г. председателят ѝ (само по време на мандата на Веселин Никифоров) е включен в състава на правителството.
Тъй като централно планираната икономика в България функционира в условията на валутен монопол, БНБ упражнява този монопол, като концентрира и обслужва движението на валутните ресурси. Както и в редица други социалистически
страни от определен момент нататък тази задача се споделя с друга институция (в България – учредената през 1964 г. Външнотърговска банка). Едва в самия край на 80-те години започват да се обсъждат промени, водещи към оформянето на двузвенна банкова система с пълноценна емисионна институция. В течение на 1990 г. (вече под външен и вътрешен натиск) обсъжданията се засилват и през юни 1991 г. се приема Закон за БНБ (първият след 1948 г.)
През 1947, 1952 и 1962 г. са проведени парични реформи, засегнали значително частните спестявания, тъй като са обменени само част от парите в обращение. През 1952 г. е основан Монетният двор, в който започват да се произвеждат всички разменни монети в страната. За кратко през 1969 – 1971 г. и отново след 1980 г. обслужването на текущата стопанска дейност е отделено от БНБ и тя отново функционира като класическа централна банка.
В края на 50-те години България изпада в дългова криза и правителството е принудено да продаде над 90% от златния резерв на БНБ, за да изплати част от дълговете си, главно към Съветския съюз.

### Република България
През 1991 г. е приет нов Закон за БНБ, чрез който БНБ функционира като частно акционерно дружество с основен капитал и органи за управление, което дава на банката възможност да функционира като независимо от държавата юридическо лице. „Чл. 1. (1) Българската народна банка е централна банка на Република България. Тя е юридическо лице.“ Въпреки това тя е подложена на натиск от правителството да финансира бюджетния дефицит с емитиране на пари и да се намесва на валутния пазар, за да поддържа курса на лева. Това довежда до финансовата криза от 1996 – 1997 г., след което в страната е въведен режимът на паричен съвет (валутен борд). Със закона от 10 юни 1997 г. е въведен фиксиран курс на лева към германската марка чрез ограничаване на паричните емисии до размера на валутния резерв на Емисионното управление на БНБ. Банката няма право да кредитира пряко правителството, а възможностите ѝ за кредитиране на търговските банки са силно ограничени. През 1998 г. е открита Печатница на БНБ в София, която да произвежда българските банкноти, както и ценни книжа с относително висока степен на защита. През 1999 г. е извършена деноминация на лева.

#### Основен лихвен процент на БНБ
До въвеждането на паричния съвет на 1 юли 1997 г. БНБ определя свой собствен лихвен процент, наречен основен лихвен процент. По него БНБ рефинансира търговските банки чрез кредити в левове. До тази дата той има смисъл, защото БНБ има правомощията както да кредитира правителството, така и търговските банки. След тази дата БНБ обнародва величина, която представлява средна от доходностите по краткосрочните ДЦК, издавани от българското правителство чрез Министерството на финансите. От 2005 г. ОЛП на БНБ се определя на основа средната аритметична величина от стойностите на индекса ЛЕОНИА Плюс за работните дни на предходния календарен месец.
Първата котировка е от 7 февруари 1991 г. – 45% на годишна база. Последната котировка е от 1 март 1997 г. – 216% на годишна база. Най-високата стойност е от 24 септември 1996 г. – 300% на годишна база.

## Функции и задължения
Основното задължение на БНБ е да съдейства за поддържане на вътрешна и външна стабилност на националната парична единица.
Основни функции:
- Поддържа стабилността на националната парична единица;
- Емисионна функция (емисия – пускане на пари в обращение) – централната банка е единствената институция, която има право да емитира български банкноти и монети;
- Регулира и контролира банковата система в защита на интересите на вложителите;
- Осигурява функционирането и развитието на ефективни платежни системи и осъществява контрол върху тях;
- Изпълнява функцията на фискален агент и депозитар на държавата.

## Взаимоотношения с държавата
БНБ действа като фискален агент и депозитар на държавата, на база на договори при пазарни условия и цени на услугите. Казва се, че БНБ обслужва касовото изпълнение на държавния бюджет. БНБ води и информационна система за кредитната задлъжнялост на клиентите към банките, финансовите институции, платежните институции и дружествата за електронни пари, които извършват дейност на територията на Република България

## Управленска структура
Органи за управление са приети със Закона за Българската народна банка и са:
- Управителният съвет се състои от седем членове: управителят на банката, тримата подуправители и трима други членове. Управителите и подуправителите се избират от Народното събрание, а членовете на УС се назначават от президента по предложение на управителя. Мандатът на членовете на Управителния съвет е 6 г;
- Управител;
- Тримата подуправители, избрани за ръководители на основните управления „Емисионно“, „Банково“ и „Банков надзор“.

## Участие в дружества
БНБ участва като едноличен собственик на капитал или като съакционер в следните търговски дружества:
- „Печатница на БНБ“ АД;
- „Монетен двор“ ЕАД;
- „БОРИКА“ АД;
- „Дружество за касови услуги“ АД.